# Pfennig

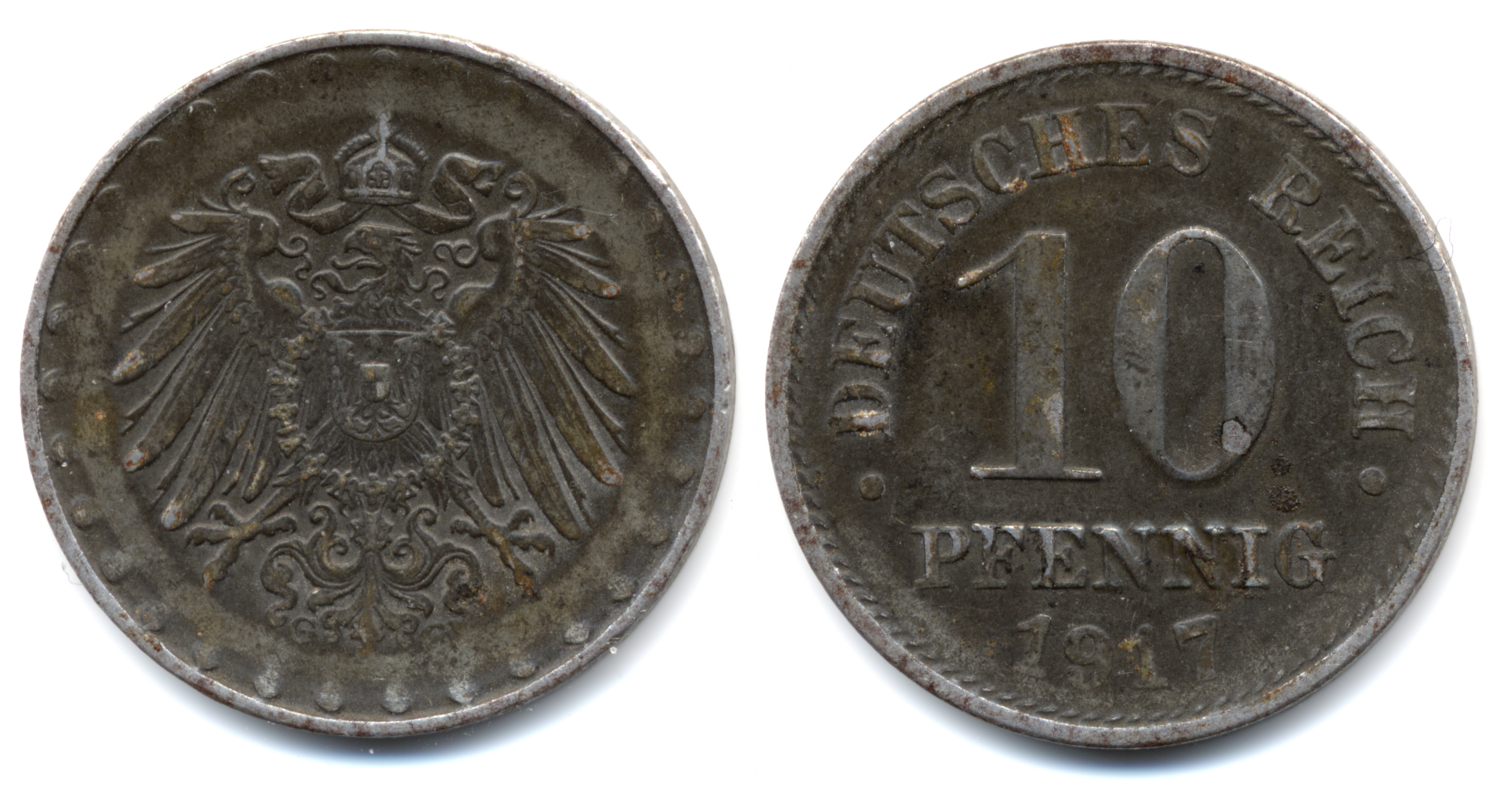
Moneda de 10 Pfennig de l'Imperi Alemany (1917)

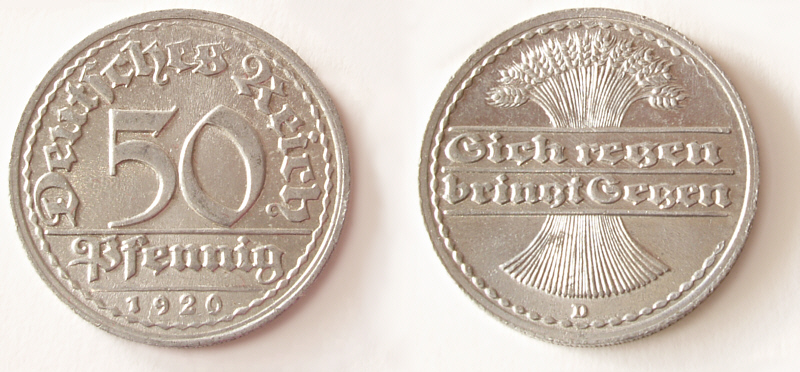
Moneda de 50 Pfennig de l'Imperi Alemany (1920)

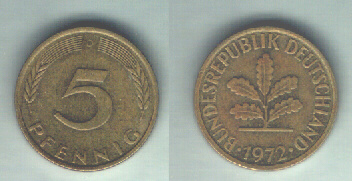
Moneda de 5 Pfennig de la RFA (amb la fulla de roure)

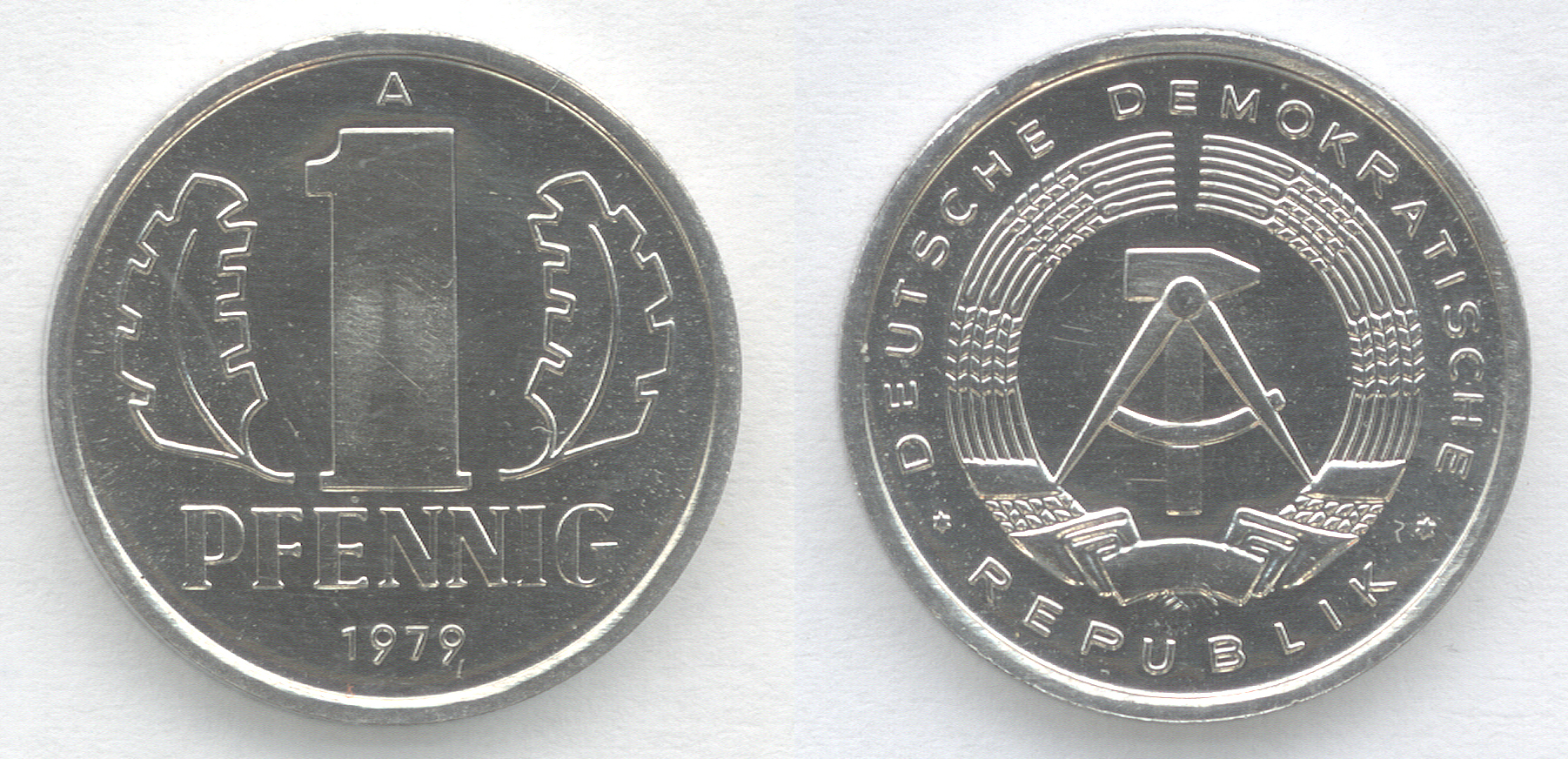
1 Pfennig de la RDA

El Pfennig (nom alemany, també escrit Pfenning o al plural Pfennige) fou una antiga moneda alemanya originària del segle ix que, sota diverses formes, va existir fins a la introducció de l'euro l'any 2002.
A l'edat mitjana era una moneda d'argent de gran valor, però amb el pas dels segles va perdre la seva vàlua. A la fi només era una moneda fraccionària (1/100) del marc a l'imperi Alemany, la República Federal d'Alemanya i la República Democràtica Alemanya.
Si bé l'abreviatura habitual era Pf, abans del 1948, quan la moneda alemanya era el RM (Reichsmark), existia un símbol especial per al 
Pfennig:  (U+20B0, decimal 8368).
Actualment, aquest terme es continua fent servir a Alemanya per identificar els cèntims d'euro, juntament amb el normatiu cent.

## El nom del Pfennig
Amb el Pfennig hi està relacionat etimològicament el penic anglès i britànic (penny). La moneda alemanya ha estat també el model del penni finlandès (1860-2001), del fenig polonès (1917-1918) i del fening, fracció del marc convertible de Bòsnia i Hercegovina (1998-).
L'etimologia del Pfennig no se sap del cert, si bé sembla que està lligada a la manera amb què s'encunyaven les monedes a l'edat mitjana: s'agafaven discos metàl·lics prims que es batien només per una cara i donaven lloc a monedes en forma de paella o cassola (Pfanne en alemany), amb les vores alçades.
En alguns estats d'abans de la unificació alemanya (com ara Prússia i Baviera), la moneda tenia noms similars, com Pfenning, Penning, Pending, Pfanding o Penny. Això permetia d'intercanviar millor les diferents monedes dels diversos estats que integraven la Confederació Alemanya.